# Xã Sterling, Quận Wayne, Pennsylvania
Xã Sterling (tiếng Anh: Sterling Township) là một xã thuộc quận Wayne, tiểu bang Pennsylvania, Hoa Kỳ. Năm 2010, dân số của xã này là 1.450 người.